# Бурно, Марк Евгеньевич
Марк Евгеньевич Бурно (род. 14 марта 1939) — врач-психиатр, психотерапевт, доктор медицинских наук, профессор кафедры психотерапии и сексологии Российской медицинской академии непрерывного профессионального образования (РМАНПО). Автор клинико-психотерапевтического метода «Терапия творческим самовыражением (М. Е. Бурно)». Является вице-президентом Общероссийской профессиональной психотерапевтической лиги (ОППЛ), членом Независимой психиатрической ассоциации, редакционной коллегии издаваемого этой ассоциацией «Независимого психиатрического журнала», журнала «Консультативная психология и психотерапия» (1992—2010), «Психотерапия» и ряда других.

## Биография
Родился в семье психиатров. До поступления в институт работал санитаром в остром отделении ПКБ № 1 им. П. П. Кащенко, последние годы учёбы фельдшером-воспитателем в детском отделении там же. Жил на территории психиатрической больницы в доме для сотрудников до двадцати лет.
В 1963 году окончил 2-й Московский медицинский институт имени Н. И. Пирогова (педиатрический факультет). С 1963 по 1965 год работал врачом-психиатром, заведующим острым психиатрическим отделением в Калужской областной больнице № 2 (деревня Ахлебинино).
C 1965 по 1970 год — психиатр-психотерапевт и нарколог в Психоневрологическом диспансере № 2 города Москва.
В 1969 году защитил кандидатскую диссертацию «О личностях, особенно предрасположенных к алкоголизму» (научный руководитель — проф. Г. К. Ушаков).
С 1970 года — ассистент кафедры психотерапии РМАПО, кафедра работала на базе Психиатрической клинической больницы № 12, Московского центра наркологии (Наркологический диспансер № 1), Психиатрической больницы им. В. А. Гиляровского и др., с 1976 года — доцент кафедры (создатель и руководитель кафедры В. Е. Рожнов). В 1998 году защитил в Федеральном центре по психотерапии при Психоневрологическом институте им. В. М. Бехтерева докторскую диссертацию по научному докладу «Терапия творческим самовыражением» по специальностям «психиатрия» и «медицинская психология» (научные консультанты — проф. Б. Д. Карвасарский и проф. В. М. Шкловский).
Научное звание профессор присвоено в 1999 году.
Ветеран труда, награждён медалью «В память 850-летия г. Москвы», наградой «Раненый целитель» за выдающиеся достижения в области отечественной медицинской (клинической) психологии (2019) — «Золотой Хирон»; Международная академия научной психотерапии в Казахстане присвоила профессору стутус «Почетный академик научной психотерапии МАНП» (2024).

## Научная деятельность
С развитием идей, отражённых в докторской диссертации, к концу 80-х сложилась психотерапевтическая школа «Терапия творческим самовыражением» (первое издание монографии под тем же названием вышло в 1989 г.).
На базе кафедры психотерапии РМАПО в структуре Общероссийской Профессиональной психотерапевтической лиги (ОППЛ) был создан Центр терапии творческим самовыражением с региональными отделениями в России и за рубежом.
М. Е. Бурно принадлежат более трёхсот публикаций, среди которых 7 книг, главы в руководствах, психотерапевтическая проза и пьесы, литературные сборники Российского общества медиков-литераторов, стенограммы многолетних традиционных открытых клинических разборов на базе ПКБ № 3 им. В. А. Гиляровского, хроники ежегодной научно-практической конференции «Консторумские чтения» (с 1995 г.), пресс-релизы секций «Терапия творческим самовыражением» и «Клиническая классическая психотерапия» на ежегодном Международном конгрессе ОППЛ (с 1998 г.).
Многие годы М. Е. Бурно — ведущий обучающего цикла «Терапия творческим самовыражением» для врачей и психологов на базе кафедры психотерапии и сексологии РМАНПО, в том числе им проводились и выездные декадники по городам (с лекциями, семинарами, творческими мастерскими); автор цикла лекций о психотерапии депрессивных расстройств, психотерапии шизофрении и др., о направлениях психотерапии, различных психотерапевтических методах, о истории мировой психотерапии с точки зрения клиницизма; сеансов гипноза, антиалкогольного клуба.
Основатель Реалистического психотерапевтического театра-сообщества для пациентов с трудностями общения (как часть клинического метода «Терапия творческим самовыражением (М. Е. Бурно))». В российской психотерапии активно развивает и поддерживает клинический подход, традиции классической медицинской психотерапии (направление «Клиническая классическая психотерапия»).

### Классификация характеров
- Сангвинический (синтонный) характер (циклоид)
- Напряженно-авторитарный характер (эпилептоид)
- Тревожно-сомневающийся характер (психастеник)
- Застенчиво-раздражительный характер (астеник)
- Педантичный характер (ананкаст)
- Замкнуто-углубленный (аутистический) характер (шизоид)
- Демонстративный характер (истерик)
- Неустойчивый характер (неустойчивый психопат)

Смешанные (мозаичные) характеры:
- грубоватый характер (в патологии — органический психопат)
- «эндокринный» характер (в патологии — «эндокринный» психопат)
- «полифонический» характер

## Семья
Отец — Евгений Иосифович Бурно (1911—1994), уроженец Лодзи, врач-психиатр, кандидат медицинских наук, заместитель главного врача по экспертизе, психиатрическая больница № 1 им. П. П. Кащенко. Член Российского общества медиков-литераторов (псевдоним Евгений Неспокойный). Участник Великой Отечественной войны (медали «За оборону Москвы», «За победу над Германией»).
Мать — Софья Наумовна Бурно (урожденная Гольдберг, 1908—1979), врач-психиатр, заведующая отделением, психиатрическая больница № 1 им. П. П. Кащенко.
Жена — Алла Алексеевна Бурно (урождённая Журавлёва), психиатр-психотерапевт.
Сын — Антон Маркович Бурно, психиатр-психотерапевт, доцент.
Внук — Василий, компьютерный график, художник.
Примечание: фамилия Бурно идёт от рода Брюно (наполеоновский гренадер Франсуа Брюно, прапрапрадед М. Е. Бурно, раненный в 1812 г. и спасённый крестьянкой, на который он женился).

## Публикации
Книги:
1. Бурно М. Е. Терапия творческим самовыражением: (отечественный клинический психотерапевтический метод): учебно-практическое пособие по психотерапии и психологическому консультированию / М. Е. Бурно; Проф. психотерапевтическая Лига (ППЛ). — 4-е изд., испр. и доп. — Москва: Альма Матер: Академический Проект, 2012. — 487 с. — (Психотерапевтические технологии).;ISBN 978-5-904993-22-1
2. Бурно М. Е. О характерах людей: (психотерапевтическая книга) / М. Е. Бурно; Профессиональная Психотерапевтическая Лига. — Изд. 6-е. — Москва: Академический проект, 2014. — 639 с.: ил.; — (Психотерапевтические технологии). ISBN 978-5-8291-1599-9
3. Бурно М. Е. Клиническая психотерапия: учеб. пособие по психотерапии / Бурно М. Е. — Изд. 2-е, доп. и перераб. — Екатеринбург; Москва: Деловая кн.; 2006 (Екатеринбург: Уральский рабочий). — 799, [1] с.; — (Gaudeamus) (Библиотека психологии, психоанализа, психотерапии).; ISBN 5-8291-0682-5
4. Бурно М. Е. Клинический театр-сообщество в психиатрии / М. Е. Бурно; Проф. Психотерапевтическая Лига. — Москва: Альма Матер: Акад. Проект, 2009. — 718 с., цв. ил.; — (Психотерапевтические технологии). ISBN 978-5-902766-67-4
5. Бурно М. Е. Целебные крохи воспоминаний: к живой истории московской психиатрии и психотерапии и о многом другом: пособие по психотерапии (в авторской редакции): учебное пособие по психотерапии, психиатрии, наркологии, практической и клинической психологии, психологическому консультированию, медиации / М. Е. Бурно. — Москва: Общероссийская профессиональная психотерапевтическая лига: Ин-т консультирования и системных решений, 2013. — 540 с. ISBN 978-5-91160-055-6
6. Бурно М. Е. Терапия творчеством и алкоголизм. О предупреждении и лечении алкоголизма творческими занятиями, исходя из особенностей характера. Практическое руководство для врачей, психологов, педагогов, специалистов по социальной работе, социальных работников. — М.: Институт консультирования и системных решений, ОППЛ, 2016. — 632 с. ISBN 978-5-91160-085-3
7. Бурно М. Е., Калмыкова И. Ю. Практикум по Терапии творческим самовыражением (М. Е. Бурно). — М.: Институт консультирования и системных решений, ОППЛ, 2018. — 200 с. ISBN 978-5-91160-095-2

#### Руководства
- Практическое руководство по терапии творческим самовыражением / под ред. М. Е. Бурно, Е. А. Добролюбовой. — М.: Академический Проект, ОППЛ, 2003. — 880 с. ISBN 5-94250-015-0
- Психотерапия здоровых. Психотерапия России: практическое руководство по характерологической креатологии / [сост. и отв. ред. Г. Ю. Канарш; общ. ред. М. Е. Бурно] — Москва: Ин-т консультирования и системных решений, 2015. — 731, [1] с.; ISBN 978-5-91160-072-3
- Краткосрочная терапия творческим самовыражением (метод М. Е. Бурно) в психиатрии: коллективная монография / [Бурно М. Е. и др.]; под ред. М. Е. Бурно; авт.-сост. — И. Ю. Калмыкова. — Москва: Общероссийская проф. психотерапевтическая лига: Институт консультирования и системных решений, 2015. — 225 с. ISBN 978-5-91160-070-9

#### Пособия
- Бурно М. Е. Самовнушение и аутогенная тренировка / Под ред. проф. В. Е. Рожнова. — Москва: ЦОЛИУВ, (Учебное телевидение / М-во здравоохранения СССР. Центр. ин-т усовершенствования врачей), 1975. — 20 с.
- Бурно М. Е. Письма психотерапевта к пациентам / М. Е. Бурно — к. м. н., доц. — Рига: О-во «Знание» ЛатвССР, — (Материал в помощь лектору / О-во «Знание» ЛатвССР. Науч.-метод. совет по пропаганде мед. знаний), 1978. — 32 с.
- Терапия (профилактика) творческим самовыражением в психотерапевтических амбулаториях (поликлиника, диспансер), стационарах, в кабинетах социально-психологической помощи, в санаториях и домах отдыха, в антиалкогольных клубах, «группах риска» (в отношении пьянства и алкоголизма), в клубах трезвости // Методические рекомендации Министерства здравоохранения СССР (сост. М. Е. Бурно). Главное управление лечебно-профилактической помощи (от 10.05.1988 г. № 103/4-4.7). — М.: 1988. — 27 с.
- Краткосрочная терапия творческим рисунком (к терапии творческим самовыражением): Учеб.пособие / А. А. Бурно, М. Е. Бурно; Центральный институт усовершенствования врачей. М., 1993. 22 с.
- Бурно М. Е. Клинико-психотерапевтические задания. Учебное пособие для врачей-психотерапевтов. М.: Российская медицинская академия последипломного образования, Профессиональная психотерапевтическая лига, 2003. — 96 с.: ISBN 5-7249-0768-2
- Бурно М. Е. Краткий характерологический опросник (М. Е. Бурно): Пособие для врачей и психологов. М.: РОМЛ, 2007. — 8 с.

## Психотерапевтическая проза
- Бурно М. Е. Больной человек и его кот: Психотерапевт. проза о целебном творческом общении с природой. — М.: Приор-издат, 2003 (Подольск: Фил. ЧПК). — 334 с. ISBN 5-9512-0095-4
- Бурно М. Е. Зоолохия: (Рассказы психотерапевта о детстве и отрочестве). Пособие по психотерапии. — М.: Изд-во Российского общества медиков-литераторов, 2000. — 91 с. ISBN 5-89256-009-0
- Психиатр Гречихин: (Рассказы, повести о врачах) / Марк Бурно. — М.: Изд-во Рос. общества медиков-литераторов, 1994. — 142 с.
- Зал редких книг: (Психотерапевтическая повесть) / Марк Бурно. — М.: Прометей, 1992. — 47 с. ISBN 5-8300-0030-X
- Бурно М. Е. Психиатр Гречихин (психотерапевтическая проза и драматургия). В 4-х томах — Москва, ИП Иришкин Д. А., 2019 г. — 1120 с. — [Цифровая книга]. ISBN 978-2-924542-03-4
- Бурно М. Е. Болезнь жены (повесть) // Бурно М. Е. Психиатр Гречихин (психотерапевтическая проза и драматургия). В 4-х томах — Москва, ИП Иришкин Д. ., 2019 г. — 1120 с. — [Цифровая книга].
- Бурно М. Е. Батюшка Покров (повесть) // Бурно М. Е. Психиатр Гречихин (психотерапевтическая проза и драматургия). В 4-х томах — Москва, ИП Иришкин Д. А., 2019 г. — 1120 с. — [Цифровая книга].
- Бурно М. Е. В деревне Бунятино (повесть, составленная из дневниковых эаписей Анны и Андрея) // Бурно М. Е. Психиатр Гречихин (психотерапевтическая проза и драматургия). В 4-х томах — Москва, ИП Иришкин Д. А., 2019 г. — 1120 с. — [Цифровая книга].
- Бурно М. Е. Из дневника Вероники Скугаревской (повесть) // Бурно М. Е. Психиатр Гречихин (психотерапевтическая проза и драматургия). В 4-х томах — Москва, ИП Иришкин Д. А., 2019 г. — 1120 с. — [Цифровая книга].

## Психотерапевтические пьесы
- Бурно М. Е. Новый год в лесной избе: Пьеса-сказка в одном действии (для психотерапевт. реалистич. театра) / Марк Бурно. — М.: Изд-во Рос. о-ва медиков-литераторов, 1994. — 20 с.
- Бурно М. Е. Поздняя весна: Пьеса в 3-х действиях для Реалист. психотерапевт. театра / Марк Бурно. — М.: Изд-во Рос. о-ва медиков-литераторов, 1997. — 38 с.
- Бурно М. Е. В день рождения Харитона: Пьеса в 3-х действиях для Реалистического психотерапевт. театра: Учеб.-метод. пособие по психотерапии / Марк Бурно. — М.: Рос. о-во медиков-литераторов, 1998. — 51 с.
- Бурно М. Е. Антон Белодед: Пьеса в 2-х действиях и 3-х картинах // Бурно М. Е. Терапия творческим самовыражением и алкоголизм. О предупреждении и лечении алкоголизма творческими занятиями, исходя из особенностей характера. М.: Институт консультирования и системных решений. Общероссийская профессиональная психотерапевтическая лига, 2016. С. 531—576.
- Бурно М. Е. Бедолаги (психотерапевтическая пьеса в 2-х действиях) // Психотерапия № 9 (177), 2017. С. 2-13.
- Бурно М .Е. Психотерапевтическая гостиная (пьеса в одном действии) // Психотерапия № 3 (171), — 2017. С. 2-14.
- Бурно М. Е. Ипохондрик Костюхин (пьеса в 3-х действиях) // Бурно М. Е. Психиатр Гречихин (психотерапевтическая проза и драматургия). В 4-х томах — Москва, ИП Иришкин Д. А., 2019 г. — 1120 с. — [Цифровая книга].

## Статьи, выступления
Статьи:
- Бурно М. Е. Кот-меланхолик, Юный Натуралист № 4, 1976.
- Бурно М. Е. Об алкогольных изменениях личности // «Слово лектора», 1986, N 11.
- Бурно М. Е. Почему стал трезвенником // «Трезвость и культура», 1988, N 4.
- Бурно М. Е. Краткие записи о Втором всемирном конгрессе по психотерапии в Вене «Миф, сон, реальность» (4-8 июля 1999 г.). Личные впечатления // Независимый психиатрический журнал. 1999. № 3. С. 83-84.
- Бурно М. Е. Терапия творческим общением с природой и свой путь к Богу  (библиотека Свято-Филаретовского института), 2001.
- Бурно М. Е. Опыт психотерапии больных алкоголизмом сообразно их характерологическим особенностям // Конференция, посвящённая 80-летнему юбилею профессора Г. К. Ушакова (Москва, 13 сентября 2001 г.).
- Бурно М. Е. Психотерапия шизотипического расстройства (обзор) // IX Консторумские чтения, 2003 г. Независимый психиатрический журнал. 2004. № 1.
- Бурно М. Е. Личность и метод в психотерапии (обзор) // X Консторумские чтения, 2005 г. Независимый психиатрический журнал. 2005. № 1.
- Бурно М. Е. Проблема психотерапии в психиатрии (обзор) // XII Консторумские чтения, 2006 г. Независимый психиатрический журнал. 2007. № 1.
- Бурно М. Е. К 55-летию ухода из жизни Семёна Исидоровича Консторума // Психотерапия. 2006. № 6(42). С. 42.
- Бурно М. Е. Терапия творческим самовыражением (ТТС) при психосоматических расстройствах // Психотерапия. 2006. № 9(45). С. 36-37.
- Бурно М. Е. Терапия духовной культурой — естественнонаучная и идеалистическая, религиозная (основные положения) // Профессиональная психотерапевтическая газета. 2006. № 10(48), октябрь. С. 4-5.
- Бурно М. Е. Психотерапия и современная культура (обзор) // XIII Консторумские чтения, 2007. Независимый психиатрический журнал. 2008. № 2. С. 70-72.
- Бурно М. Е. Психастеник и ананкаст в клинической психотерапии и в МКБ-10 // Материалы общероссийской конференции. М.: Российское общество психиатров. 2008. С. 449.
- Бурно М. Е. Психотерапия в большой психиатрии сегодня // Психотерапия. 2008. № 8. С. 22-27.
- Бурно М. Е. О названиях здоровых характеров (в том числе, акцентуаций) в медицинских документах // Амбулаторная и больничная психотерапия и медицинская психология. Вып. 7. М.: МОП, РОП. 2009. С. 12-13.
- Бурно М. Е. Об общественной ценности дефензивных людей // Профессиональная психотерапевтическая газета. 2009. № 4. С. 3-6.
- Бурно М. Е. «Соль блестит на ломте хлеба» (Впечатления от презентации книги стихов поэта и врача В. Е. Кагана «Превращение слова: Стихи 2006—2008». М.: Водолей Pubeishers. 2009. 280 с.) // Профессиональная психотерапевтическая газета. 2010. № 6(91), июнь. С. 3-4.
- Бурно М. Е. Опыт применения элементов терапии творческим самовыражением (М. Бурно) — ТТСБ — при сосудистой деменции // XV съезд психиатров России. М.: ИД «МЕДПРАКТИКА-М». 2010. С. 299.
- Бурно М. Е. О психогигиеническом смысле одного народного обряда (из «адыгейской» записной книжки сорокалетней давности) // Амбулаторная и больничная психотерапия и медицинская психология. Вып. 8. М.: МОП, РОП. 2010. С. 205.
- Бурно М. Е. О душевных свойствах пациентов, предрасположенных к самобытной русскоязычной (русской) психотерапии // Психотерапия. 2010. № 10. С. 61-64.
- Бурно М. Е. К 120-летию со дня рождения Семёна Исидоровича Консторума (1890—1950). Об «Учебнике психиатрии» психиатра-психотерапевта С. И. Консторума // Психотерапия. № 06(49), 2010. — С. 62-64
- Бурно М. Е. Глубокий упадок душевной жизни и элементы Терапии творческим самовыражением // Амбулаторная и больничная психотерапия и медицинская психология / Под ред. А. И. Аппенянского, Ю. П. Бойко, В. Н. Краснова, В. И. Курпатова, Ю. С. Шевченко. М.: МОП, РОП. 2011. С. 29-31.
- Бурно М. Е. Россия выздоровеет // Лесной орех. Литературный альманах. 2011. № 4. С. 114—124.
- Бурно М. Е. К истории московской психотерапии (советское время) // Материалы юбилейной конференции «Проблемы развития психотерапии и медицинской психологии в условиях модернизации здравоохранения (к 20-летию создания городской психотерапевтической поликлиники № 223)» 23 ноября 2011 г. / Под ред. Ю. П. Бойко. М.: ООО «ИПЦ Маска». 2011. С. 28-38.
- Бурно М. Е. О целительном общении с Природой (предисловие психотерапевта) // Беленькая А. С. Лес говорит о вечном и простом. М.: «Знак». 2011. С. 3-10.
- Бурно М. Е. О самом главном в терапии творческим самовыражением М. Е. Бурно (ТТСБ) сегодня // Медицинская психология в России: электрон. науч. журн. 2011. N 3.
- Бурно М. Е. О «малой» психотерапии в работе участкового психиатра // Независимый психиатрический журнал. 2012. № 1. С. 56-57.
- Бурно М. Е. О Кербикове и Ушакове (живые воспоминания) // Медицинская психология в России: электрон.науч. журн. 2013. № 5(22).
- Бурно М. Е. О личностных типах больных алкоголизмом (синдром зависимости от алкоголя) и психиатрическом клиницизме // Психотерапия. 2013. № 12(132). С. 20-23.
- Бурно М. Е. Творческое вдохновение и личностная почва в психотерапии и в жизни // Психотерапия. 2013. № 6. С. 42-48.
- Бурно М. Е. Терапия творческим самовыражением для российских пациентов с переживанием своей неполноценности // Психотерапия. 2013. № 7. С. 8-14.
- Бурно М. Е. Шизофренический дефект и психотерапия живой врачебной индивидуальностью // Независимый психиатрический журнал. 2013. № 1 С. 58-60.
- Бурно М. Е. Отклик на новый «Феникс», напомнивший мне … // Информационный бюллетень Международной независимой ассоциации трезвости «Феникс» № 4(219), 2013.
- Бурно М. Е. О варианте Терапии творческим самовыражением (М. Е. Бурно) (ТТСБ) в офтальмологии // Психотерапия. 2014. № 12(144). С. 72
- Бурно М. Е. К амбулаторной терапии творческим самовыражением в психосоциальной реабилитации хронических больных шубообразной шизофренией (многолетний опыт работы) // Независимый психиатрический журнал. 2014. I. С. 59-62.
- Бурно М. Е. К терапии творческим общением с природой, художественной литературой больных шизофренией с исходными (конечными) состояниями (опыт работы) // Психотерапия. 2014. № 2(134). С. 32-35.
- Бурно М. Е. О том, чем является и чем не является «Терапия творческим самовыражением (М. Е. Бурно)» // Социальная интеграция психических больных (психиатрические, психотерапевтические, психологические аспекты). Арт-терапия в психиатрической практике (Материалы научно-практ. конф. (Москва, ноябрь 2014 г.). Под ред. А. Л. Шмиловича, Е. А. Загряжской, К. А. Лемешко. М.: Департамент социальной защиты населения г. Москвы. 2014. С. 15-19.
- Бурно М. Е. О чеховской врачебной деонтологии и о профессоре Е. Б. Меве // Психическое здоровье. 2014. № 9(100). С. 69-73.
- Бурно М. Е. Психотерапия пациентов с биполярным аффективным расстройством в период ремиссии // Современные подходы к диагностике и терапии биполярного аффективного расстройства: материалы Первой ежегодной научно-практической конференции, посвящённой Всемирному дню Биполярного расстройства (Москва, 3 апреля 2015 г.) / Под ред. И. А. Зражевской. — М.: РУДН, 2015. С. 46-49.
- Бурно М. Е. К психотерапевтическим занятиям о переживании своего возраста: к практической Терапии творческим самовыражением (М. Е. Бурно) // Психическое здоровье. 2015. № 4(107). С. 17-22.
- Бурно М. Е. К вопросу о сегодняшней отечественной клинической психотерапии духовной культурой // Независимый психиатрический журнал. 2015, IV. С. 59-62.
- Бурно М. Е. О «Характерологической креатологии» и «Психотерапии здоровых» // Практическое руководство по характерологической креатологии., изд. ин-та консультирования и системных решений, 2015
- Бурно М. Е. Психотерапия и нравственность // XXII Консторумские чтения. ОППЛ, 2016
- Бурно М. Е. Карпов и его сын (рассказ) // Профессиональная психотерапевтическая газета. — 2016. № 7 (163) июль. Сс. 6-8.
- Бурно М. Е. О психотерапии в сегодняшней нашей государственной психиатрии (возможности смягчения тяжёлого положения) // Психотерапия. — 2016, № 11 (167). — Сс. 2-8.
- Бурно М. Е. «Духовная крепость-сад» (Терапия творческим самовыражением (М. Е. Бурно) для хронических депрессивных суицидальных пациентов // Независимый психиатрический журнал. — 2016, вып. IV. — Сс. 79-80.
- Бурно М. Е. Духовность (одухотворённость) в отечественном методе «Терапия творческим самовыражением М. Е. Бурно (ТТСБ)» // Психотерапия. 2016. № 5. С. 9-25.
- Бурно М. Е. Замкнуто-углублённые характеры (шизоидные психопаты) // Психопатология и Аддиктивная Медицина (Исследования. Теория. Практика). 2016, т. 2, № 2 (июнь). С. 19-35.
- Бурно М. Е. Сергей Сергеевич Корсаков — психиатр-психотерапевт // Медицинская психология в России: электрон.науч. журн. −2016. — № 6 (41)
- Бурно М. Е. Интегративная полимодальная психотерапия (ИПП) и клиническая классическая психотерапия (ККП) // Антология российской психотерапии и психологии (Сетевое научно-практическое издание). Под ред. В. В. Макарова. — М., 2017. — С.168.
- Бурно М. Е. К полувековой истории кафедры психотерапии и сексологии Российской медицинской академии последипломного образования (Москва). Первые 30 лет работы кафедры // Психическое здоровье. — 2017, № 5. — Сс.85-95.
- Бурно М. Е. К терапии творческим общением с природой душевно больных инвалидов в бедных природой местах // Антология российской психотерапии и психологии (Сетевое научно-практическое издание). Под ред. В. В. Макарова. — М., 2017. — Сс. 167—168.
- Бурно М. Е. Терапия творческим самовыражением (М. Е. Бурно) — в помощь Православию // Антология российской психотерапии и психологии (Сетевое научно-практическое издание). Под ред. В. В. Макарова. — М., 2017. — Сс. 22-29.
- Бурно М. Е. О самостоятельности психотерапии в России // Профессиональная психотерапевтическая газета, октябрь 2018, сс. 37-38.
- Бурно М. Е., Гумбург Э. А. Юбилей Эдуарда Гумбурга в Психоневрологическом интернате // Независимый психиатрический журнал, 2018, IV. — cc. 67-73.
- Бурно М. Е. Из практики. Картина Николая Фомичёва «Рождество». Занятие в группе творческого самовыражения «Терапия творческим самовыражением М. Е. Бурно» // Психотерапия , 2018. — № 12 (192), Сс. 28-33
- Бурно М. Е. История происхождения Терапии творческим самовыражением (М. Е. Бурно) — ТТСБ. О глубинной сути метода и некоторых надеждах на его будущую жизнь // Психотерапия. — 2018, № 6 (186). — С. 2-17
- Бурно М. Е. Из практики. В самолёте (психотерапевтический рассказ с последующими краткими пояснениями для работы в ТТСБ) // журнал Восточно-Европейской ассоциации экзистенциальной психотерапии (ВЕАЭТ) «Existentia: психология и психотерапия». — 2018 (11). — Сс.206-220.
- Бурно М. Е. Из опыта амбулаторной реабилитационной психотерапии душевно больных инвалидов // Профессиональная психотерапевтическая газета. — 2018, № 1 (январь). — Сс. 8-9.
- Бурно М. Е. О «неуловимости» Чехова // Психотерапевтическая газета, 2018, № 7, сс.15-16.
- Бурно М. Е. Из практики. Психотерапевтическое занятие в группе творческого самовыражения: «О картине А. А. Иванова „Явление Христа народу (Явление Мессии)“, опираясь на очерк Тургенева „Поездка в Альбано и Фраскати (воспоминание об А. А. Иванове)“ (1861) и работы других авторов» // Психотерапия , 2018. — № 9 (189), сс. 56-69.
- Бурно М. Е. Народные русские волшебные сказки в клинической психотерапии // Христов братец. Русские духовные стихи, легенды и сказки. — М.: ПРОБЕЛ-2000, 2019, 520 с. (Сс. 479—489).
- Бурно М. Е. Из практики. «Крыса из старого мира» (занятие в группе творческого самовыражения (Терапия творческим самовыражением (М. Е. Бурно)) // Медицинская психология в России: электрон. науч. журн. — 2019. — T. 11, № 2(55) .
- Бурно М. Е. Целительные тексты. Часть 1 // Психотерапия. — 2019, № 1 (193). — С. 9-39
- Бурно М. Е. Ещё раз — к вопросу о существе Терапии творческим самовыражением (М. Е. Бурно) (ТТСБ): некоторые уточнения // Психотерапия. — 2019, № 3 (195). — С. 41-45
- Бурно М. Е. О клинико-психотерапевтическом существе известного в жизни целебного переживания: «это мне близко (в природе и культуре)» // XXV Консторумские чтения. «Независимый психиатрический журнал», 2020, I , сс. 55-56
- Бурно М. Е. О «чувстве шизофрении» (Феноменологическое чувство-переживание и клинический психиатрический опыт) // «Психологическая газета», декабрь, 2021
- Бурно М. Е. Терапия духовной культурой и национальные характеры // «Психологическая газета», январь, 2021
- Статья о прививках и пандемии. Бурно М. Е. Чары (колдовство) на волосы (к занятию в психотерапевтической группе творческого самовыражения) // «Психологическая газета», январь, 2022

Интервью:
- Бурно М. Е. Сила слабых // Журнал «ЭКО» № 11, 2000.
- Телепередача «Гордон» («Диалоги»), «Психопатическая личность» (Что это такое и чем личность такого плана отличается от обычной?). Гости: Марк Бурно, д. мед. н.; Вадим Руднев, д. филолог. н., 17.12.2001.
- Интервью с М. Е. Бурно «Сила слабых», журнал «Человек» (№ 1/2006 г.).
- «Частный корреспондент» — российское интернет-издание. Интервью с основателем терапии творческим самовыражением М. Бурно «Понять силу своей слабости», 2009.
- Канал Института инновационных психотехнологий. Программа «Взрослые Игры», ведущий Андрей Ермошин беседует с профессором Марком Евгеньевичем Бурно. Тема: Терапия творческим самовыражением. 2010 г. 1-3 части.
- «Независимая газета», интервью с Марком Бурно о дефензивных людях, характерологии и творческом самовыражении «Одна философия дополняет другую», 08.07.2010.
- Журнал «Популярная психология», интервью с Марком Бурно «Сила слабых», 2010.
- Интервью с М. Е. Бурно «Творческие люди, женитесь на душечках». Известия. 2010. № 14(28029), 29 января 2010 г. С. 9.
- Журнал «Русский репортер» № 4 (233). Интервью с Марком Бурно «Век шизофрении», 2012
- Рассказ, который лечит (интервью с М. Е. Бурно). Газета «Нить Ариадны», март 2012 г. № 5(72). Ежемесячная газета Клуба психиатров (Москва).
- Ответы на вопросы посетителей портала «Медицинская психология» (электронный журнал «Клиническая и медицинская психология») профессора М. Е. Бурно, 2014.
- Интервью с М. Бурно «О бывших отличниках, которые не смогли устроиться, найти свое место, преуспеть в жизни», литературный и психологический виртуальный журнал «Поле надежды»
- Интервью с М. Е. Бурно. «Век цифры и психотерапия» (кафедра психотерапии и сексологии РМАПО), 2017 г.

Выступления:
- II всемирный психотерапевтический конгресс в Вене // Профессиональная психотерапевтическая лига: «Жаркое лето 99-го» (4-8 июля 1999 г.).
- Видео-лекции М. Е. Бурно (Мастерская «Терапия творческим самовыражением», декадник кафедры РМАНПО, Красноярск, 2000 г.)
- Доклад профессора М. Е. Бурно «О клинической классической психиатрической психотерапии в Российской Федерации» на международном конгрессе «Психотерапия, практическая и консультативная психология: сплетение судеб», Киев, 04.10.2012.
- Профессор НПА Бурно Марк Евгеньевич о «Терапии творческим самовыражением» на 8-й межрегиональной конференции ОООИ «Новые возможности», 17.09.2012.
- Доклад профессора М. Е. Бурно «О Терапии творческим самовыражением для российских пациентов с переживанием своей неполноценности» на Первом Объединённом Евроазиатском Конгрессе по психотерапии, Москва, 5 июля 2013.
- Марк Бурно «О краткой терапии творческим самовыражением в реабилитационной психотерапии в психиатрии», научно-практическая конференция «Социальная интеграция психически больных» в рамках 4-го Московского Фестиваля творчества людей с особенностями психического развития «Нить Ариадны», 2016.